# FC Smorgon
FC Smorgon là một câu lạc bộ bóng đá Belarus đến từ Smarhon, đang thi đấu ở Giải bóng đá hạng nhất quốc gia Belarus, cấp độ 2 của hệ thống bóng đá Belarus, sau khi xuống hạng từ Giải bóng đá ngoại hạng Belarus năm 2009.

## Lịch sử
- 1987 thành lập với tên gọi FC Stankostroitel Smorgon
- 1993 đổi tên thành FC Smorgon

## Đội hình hiện tại
Tính đến tháng 8 năm 2017
Ghi chú: Quốc kỳ chỉ đội tuyển quốc gia được xác định rõ trong điều lệ tư cách FIFA. Các cầu thủ có thể giữ hơn một quốc tịch ngoài FIFA.
| Số | VT | Quốc gia | Cầu thủ               |
| -- | -- | -------- | --------------------- |
| 1  | TM | Belarus  | Vladislav Khvin       |
| 2  | TV | Belarus  | Aleksey Klemyatich    |
| 3  | HV | Belarus  | Andrey Karbovskiy     |
| 4  | TV | Belarus  | Aleksey Klachkevich   |
| 5  | TV | Belarus  | Syarhey Melnik        |
| 7  | TV | Belarus  | Kirill Goncharuk      |
| 8  | HV | Belarus  | Aleksandr Tarlikovsky |
| 9  | HV | Belarus  | Semen Smunev          |
| 10 | TV | Belarus  | Eduard Chudnovsky     |
| 13 | TV | Belarus  | Alyaksandr Talkanitsa |
| 16 | TM | Belarus  | Vladislav Sherman     |
| 17 | TV | Belarus  | Sergey Bondarenko     |

| Số | VT | Quốc gia | Cầu thủ             |
| -- | -- | -------- | ------------------- |
| 20 | HV | Belarus  | Yegor Matveev       |
| 28 | TV | Belarus  | Yevgeniy Smal       |
| 30 | TM | Belarus  | Denis Lapko         |
| 39 | HV | Belarus  | Pavel Lyutsko       |
| 92 | TV | Belarus  | Vladimir Kozko      |
| —  | TM | Belarus  | Pavel Scherbachenya |
| —  | HV | Belarus  | Dzmitry Bykaw       |
| —  | HV | Belarus  | Nikita Denisevich   |
| —  | TV | Belarus  | Mark Kishkel        |
| —  | TV | Belarus  | Nikita Savitskiy    |
| —  | HV | Belarus  | Aleksey Nikulin     |

## Lịch sử Giải vô địch và Cúp
| Mùa giải                          | Cấp độ | VT | St  | T  | H  | B  | Số bàn thắng | Điểm | Cúp quốc gia | Ghi chú            |
| --------------------------------- | ------ | -- | --- | -- | -- | -- | ------------ | ---- | ------------ | ------------------ |
| 1992                              | thứ 2  | 16 | 15  | 3  | 1  | 11 | 13–34        | 7    | Vòng 32 đội  |                    |
| 1992–93                           | thứ 2  | 16 | 30  | 4  | 5  | 21 | 17–70        | 13   | Vòng 32 đội  | Xuống hạng         |
| 1993–94                           | thứ 3  | 17 | 34  | 4  | 9  | 21 | 27–80        | 17   |              | Xuống hạng         |
| 4 mùa giải ở cấp độ 4 (nghiệp dư) |        |    |     |    |    |    |              |      |              |                    |
| 1998                              | thứ 3  | 12 | 26  | 6  | 6  | 14 | 26–51        | 24   |              |                    |
| 1999                              | thứ 3  | 5  | 24  | 11 | 8  | 5  | 35–23        | 41   |              |                    |
| 2000                              | thứ 3  | 4  | 22  | 10 | 5  | 7  | 28–23        | 25   |              | Vào vòng Chung kết |
| 2000                              | thứ 3  | 4  | 141 | 5  | 3  | 6  | 14–17        | 18   |              |                    |
| 2001                              | thứ 3  | 2  | 34  | 25 | 4  | 5  | 63–16        | 79   | Vòng 32 đội  | Thăng hạng         |
| 2002                              | thứ 2  | 14 | 30  | 8  | 5  | 17 | 21–36        | 29   | Vòng 32 đội  |                    |
| 2003                              | thứ 2  | 3  | 30  | 17 | 7  | 6  | 47–20        | 58   | Vòng 64 đội  |                    |
| 2004                              | thứ 2  | 3  | 30  | 14 | 11 | 5  | 49–21        | 53   | Vòng 32 đội  |                    |
| 2005                              | thứ 2  | 3  | 30  | 15 | 9  | 6  | 57–35        | 54   | Vòng 64 đội  |                    |
| 2006                              | thứ 2  | 2  | 26  | 16 | 7  | 3  | 57–27        | 55   | Vòng 32 đội  | Thăng hạng         |
| 2007                              | thứ 1  | 10 | 26  | 6  | 8  | 12 | 15–29        | 26   | Vòng 32 đội  |                    |
| 2008                              | thứ 1  | 8  | 30  | 10 | 9  | 11 | 26–39        | 39   | Vòng 32 đội  |                    |
| 2009                              | thứ 1  | 14 | 26  | 2  | 9  | 15 | 17–46        | 15   | Vòng 16 đội  | Xuống hạng         |
| 2010                              | thứ 2  | 12 | 30  | 8  | 8  | 14 | 33–43        | 32   | Vòng 32 đội  |                    |
| 2011                              | thứ 2  | 11 | 30  | 9  | 7  | 14 | 32–45        | 34   | Vòng 32 đội  |                    |
| 2012                              | thứ 2  | 10 | 30  | 7  | 10 | 11 | 23–32        | 31   | Vòng 32 đội  |                    |
| 2013                              | thứ 2  | 6  | 30  | 13 | 7  | 10 | 45–35        | 46   | Vòng 16 đội  |                    |
| 2014                              | thứ 2  | 4  | 30  | 13 | 7  | 10 | 42–32        | 46   | Vòng 16 đội  |                    |
| 2015                              | thứ 2  | 5  | 30  | 15 | 8  | 7  | 60–41        | 53   | Vòng 32 đội  |                    |
| 2016                              | thứ 2  |    |     |    |    |    | –            |      | Vòng 16 đội  |                    |

- 1 Bao gồm 6 trận từ vòng Một.